# Asunción (nome)
Asunción  è un nome proprio di persona spagnolo femminile.

## Varianti
- Ipocoristici: Asun[1]

### Varianti in altre lingue
- Catalano: Assumpció[2]
- Francese: Assomption
- Portoghese: Assunção[3]

## Origine e diffusione

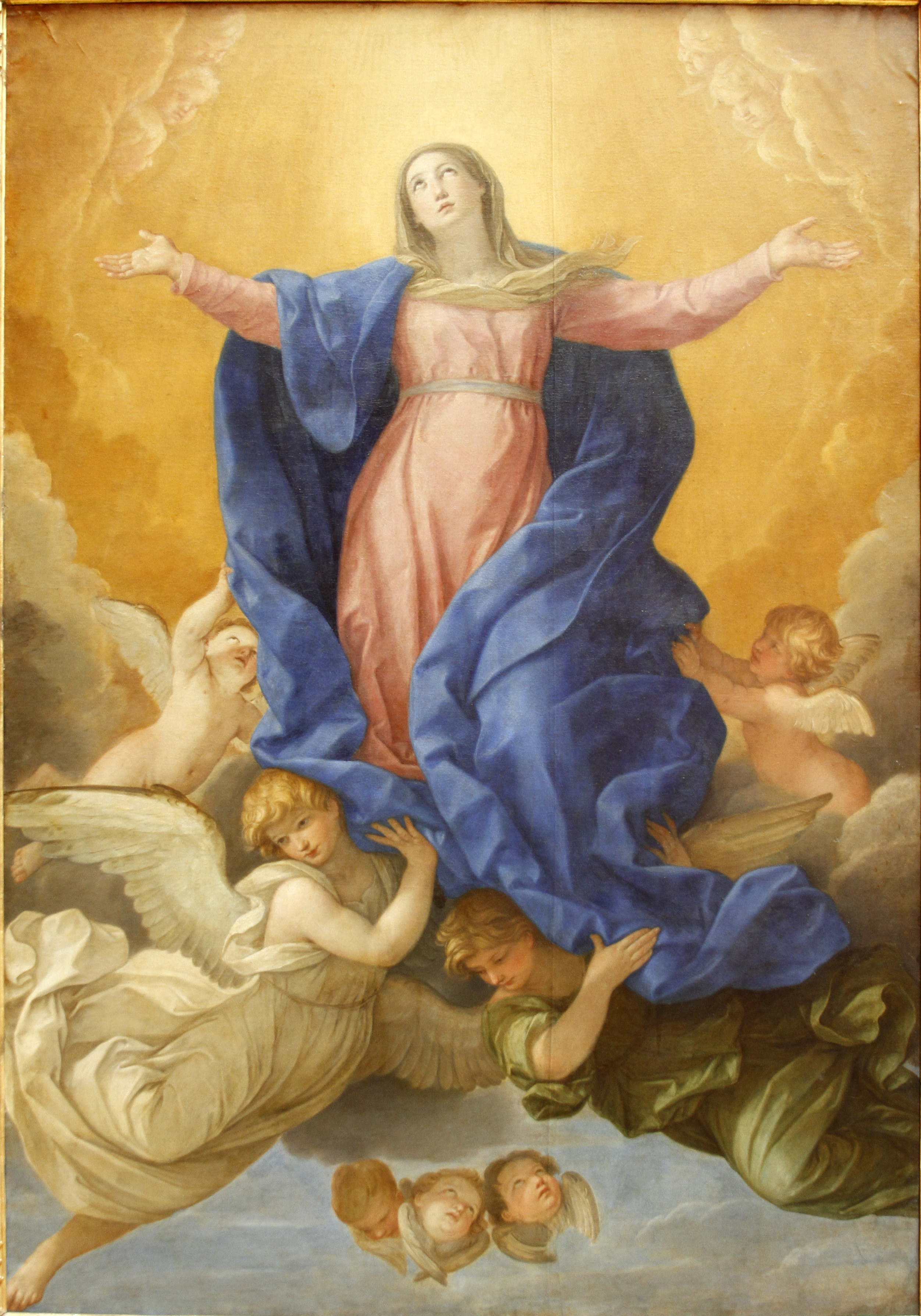
Assunzione di Maria, di Guido Reni

Significa letteralmente "assunzione" in spagnolo; fa riferimento all'evento dell'Assunzione di Maria al cielo. Viene talvolta ricollegato al nome italiano Assunta, ma anche se l'origine etimologica è comune, il significato letterale è differente.

## Onomastico
L'onomastico si festeggia il 15 agosto, festività dell'Assunzione di Maria al cielo.

## Persone
- Asunción Balaguer, attrice spagnola

### Varianti
- Asun Balzola, scrittrice, traduttrice e illustratrice spagnola